# Pycnacantha
Genre
Pycnacantha est un genre d'araignées aranéomorphes de la famille des Araneidae.

## Distribution
Les espèces de ce genre se rencontrent en Afrique subsaharienne.

## Liste des espèces
Selon World Spider Catalog (version 17.0, 26/03/2016) :
- Pycnacantha dinteri Meise, 1932
- Pycnacantha echinotes Meise, 1932
- Pycnacantha fuscosa Simon, 1903
- Pycnacantha tribulus (Fabricius, 1781)

## Publication originale
- Blackwall, 1865 : Descriptions of seven new species of East Indian spiders received from the Rev. O. P. Cambridge. Annual Magazine of Natural History, sér. 3, vol. 14, p. 36-45 (texte intégral).